# Убунду
Убунду (фр. Ubundu; раннее — Понтьевиль или Понтьестад, фр. Ponthierville, Ponthierstad) — город в провинции Чопо Демократической Республики Конго.
Убунду расположен на реке Конго, чуть выше водопада Стэнли. Этот участок реки Конго не судоходен, поэтому из Убунду была построена железная дорога до Кисангани. В 1951 году здесь снимался фильм «Африканская королева» с Хамфри Богартом и Кэтрин Хепбёрн в главных ролях.
В районе Убунду во время Второй конголезской войны проходили ожесточённые боевые действия. До 2003 года Убунду считался опасным местом, здесь было очень мало объектов и не было электричества.